# کلیفدل (واشینگتن)
کلیفدل (به انگلیسی: Cliffdell) یک منطقهٔ مسکونی در ایالات متحده آمریکا است که در شهرستان یاکیما، واشینگتن واقع شده‌است. کلیفدل ۷۵۸ متر بالاتر از سطح دریا واقع شده‌است.